# 맥스웰 정리
확률론에서 맥스웰 정리(영어: Maxwell's theorem, 또는 허셜-맥스웰 정리(Herschel-Maxwell's theorem), 허셜-맥스웰 유도(Herschel-Maxwell's derivation)라고도 함)는 {\displaystyle \mathbb {R} ^{n}}에서 무작위 벡터의 확률 분포가 회전에 의해 변하지 않고 구성 요소가 독립적이면 구성 요소가 동일하게 분포되고 정규 분포를 따른다는 정리이다.

## 동치인 진술
벡터 값의 확률 변수 X = ( X1, ..., Xn )T의 확률 분포가 모든 n×n 직교행렬 G에 대해 GX의 분포와 동일하고 구성 요소가 독립이면, 구성 요소 X1, ..., Xn은 기댓값 0과 모두 동일한 분산을 갖는 정규 분포를 따른다. 이 정리는 정규 분포의 여러 특성 중 하나이다.
Rn에서 회전 불변의 확률 분포 중 독립적인 구성 요소를 갖는 유일한 분포는 기댓값 0과 분산 σ2In(여기서 In = n×n 항등 행렬)을 갖는 다변량 정규분포이다.

## 역사
존 허셜은 1850년에 이 정리를 증명했다. 10년 후, 제임스 클러크 맥스웰은 1860년 논문의 명제 IV에서 이 정리를 증명했다.

## 증명
2차원 경우에 대해서만 정리의 증명이 필요하며, 그 다음에는 2차원 정리를 각 좌표 쌍에 순차적으로 적용하여 n차원으로 일반화할 수 있다.
90도 회전이 결합 분포를 보존하므로, {\displaystyle X_{1}}과 {\displaystyle X_{2}}는 동일한 확률 측도 {\displaystyle \mu }를 갖는다. 만약 {\displaystyle \mu }가 0에서의 디랙 델타 분포라면, 이는 특히 퇴화된 가우스 분포이다. 이제 {\displaystyle \mu }가 0에 집중된 디랙 델타 분포가 아니라고 가정하자.
르베그 분해에 의해 {\displaystyle \mu }는 정규 측도와 원자 측도의 합으로 분해할 수 있다: {\displaystyle \mu =\mu _{r}+\mu _{s}}. 우리는 {\displaystyle \mu _{s}=0}임을 보여야 한다. 이를 위해 귀류법을 사용한다. 만약 {\displaystyle \mu _{s}}가 원자 부분을 포함한다고 가정하면, {\displaystyle \mu _{s}(\{x\})>0}인 어떤 {\displaystyle x\in \mathbb {R} }가 존재한다. {\displaystyle X_{1},X_{2}}의 독립성에 의해, 조건부 변수 {\displaystyle X_{2}|\{X_{1}=x\}}는 {\displaystyle X_{2}}와 동일하게 분포된다. {\displaystyle x=0}이라고 가정하면, 우리가 {\displaystyle \mu }가 0에 집중되지 않는다고 가정했으므로, {\displaystyle Pr(X_{2}\neq 0)>0}이다. 따라서 이중 광선 {\displaystyle \{(x_{1},x_{2}):x_{1}=0,x_{2}\neq 0\}}은 0이 아닌 확률을 갖는다. 이제 {\displaystyle \mu \times \mu }의 회전 대칭에 의해, 이중 광선의 어떤 회전도 동일한 0이 아닌 확률을 가지며, 어떤 두 회전도 서로 배타적이므로, 그들의 합집합은 무한한 확률을 가지게 되어 모순이다.
{\displaystyle \mu }가 확률 밀도 함수 {\displaystyle \rho }를 갖는다고 하자. 문제는 함수 방정식
{\displaystyle \rho (x)\rho (y)=\rho (x\cos \theta +y\sin \theta )\rho (x\sin \theta -y\cos \theta ).}
을 푸는 것으로 귀결된다.

## 참고 문헌
- Bryc, Wlodzimierz (1995). 《The Normal Distribution: Characterizations with Applications》. Springer-Verlag. ISBN 978-0-387-97990-8.
- Feller, William (1966). 《An Introduction to Probability Theory and its Applications》 II 1판. Wiley. 187쪽.
- Maxwell, James Clerk (1860). 《Illustrations of the dynamical theory of gases》. 《Philosophical Magazine》. 4th Series 19. 390–393쪽.